# 倉成正
倉成 正（くらなり ただし、1918年〈大正7年〉8月31日 - 1996年〈平成8年〉7月3日）は、日本の政治家。自由民主党所属の元衆議院議員（12期）。外務大臣（第109代）、経済企画庁長官（第25・28代）を歴任。長男は元衆議院議員の倉成正和。

## 来歴・人物

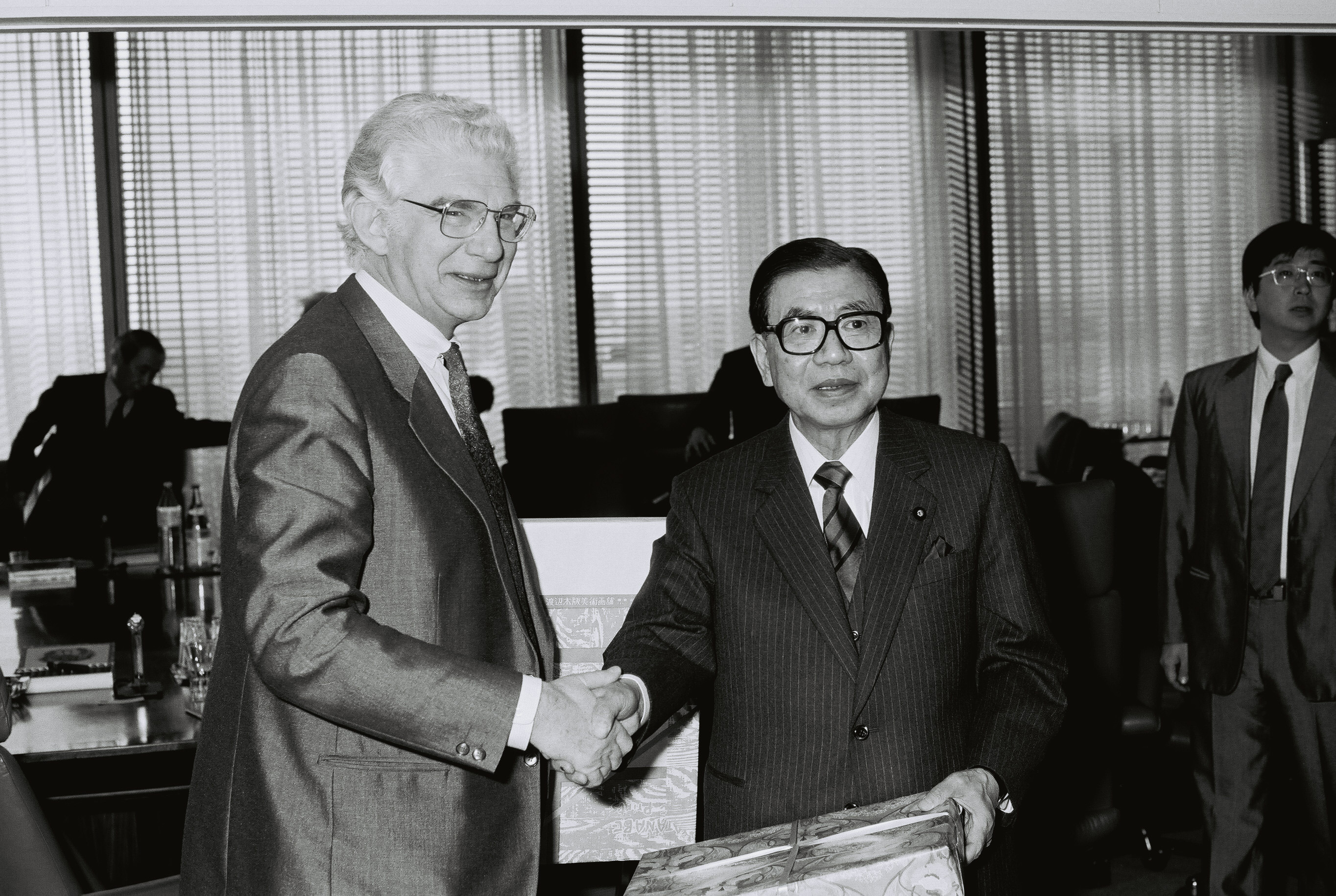
1986年、ウィリー・デ・クレルクと

長崎県長崎市出身。父は衆議院議員を務めた倉成庄八郎。旧制五高を経て1941年に東京帝国大学法学部政治学科を卒業。東洋高圧、長崎県農地農林部長などを経て、1958年の第28回衆議院議員総選挙に自民党公認で長崎1区より立候補し当選する。以後、当選回数12回。自民党では、河野派から中曽根派に所属する。
経済企画政務次官、大蔵政務次官、衆議院社会労働委員長などを経験し、1974年11月に第2次田中第2次改造内閣の経済企画庁長官として初入閣を果たす。ところが、改造直後に田中角栄首相は退陣に追い込まれ、田中内閣は総辞職。倉成もわずか在任29日で長官を辞する。1976年12月には福田赳夫内閣で再び経済企画庁長官に任命され、1977年11月まで務める。
1986年7月、第3次中曽根内閣の外務大臣として入閣し、1987年11月まで務める。
中曽根派が渡辺派に衣替えすると、同派の会長代行に就任した。1993年、第40回衆議院議員総選挙には立候補せず、引退した。同年勲一等旭日大綬章を受章する。引退後は日韓トンネル研究会顧問などを務めた。

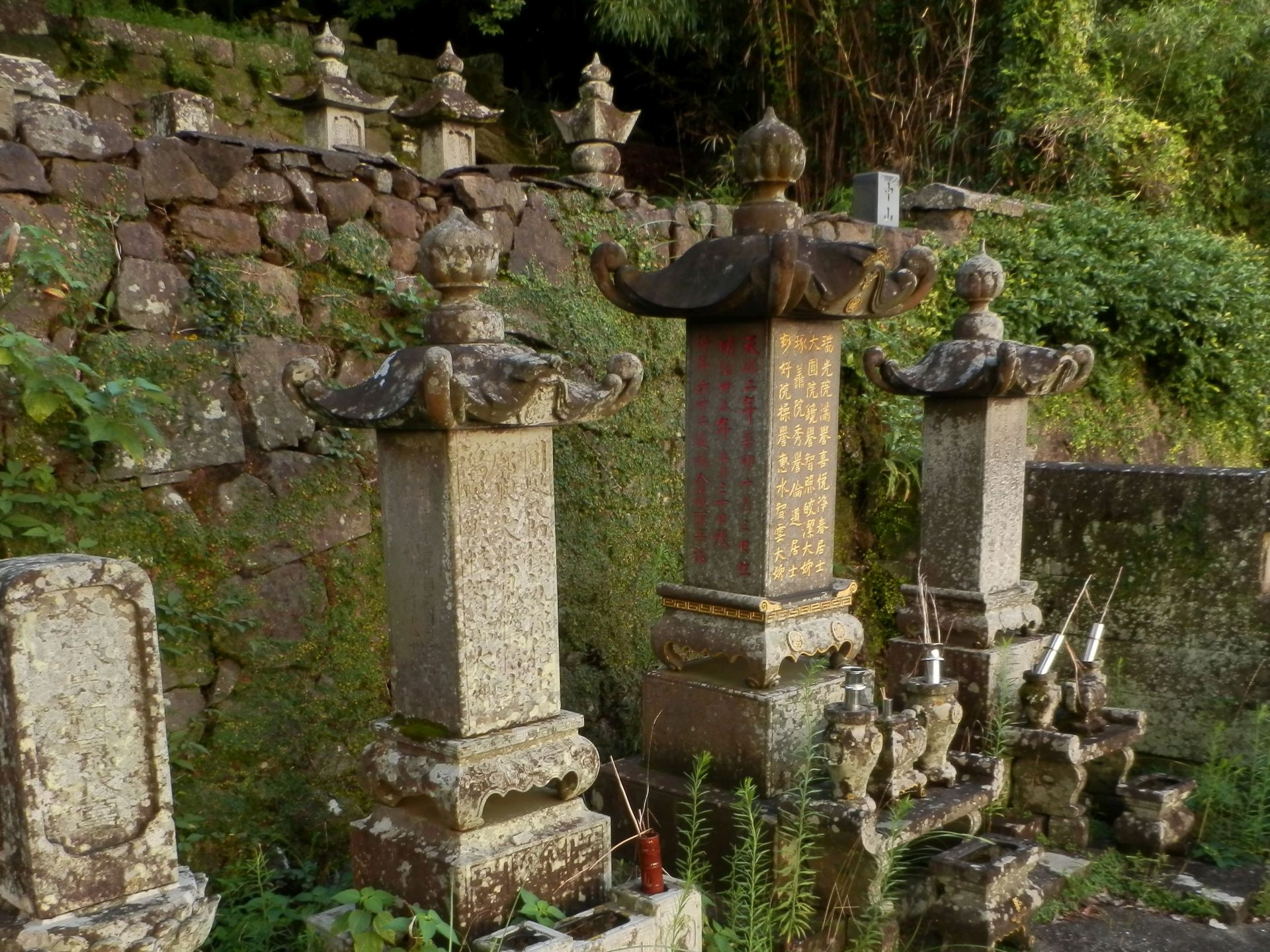
倉成氏一族の墓所

1996年7月3日死去。77歳没。参議院議長・文部大臣・衆議院議員を歴任した西岡武夫は従弟。西岡の衆議院時代は同じ選挙区で骨肉の争いを演じた。

## 当選同期
竹下登・安倍晋太郎・金丸信・斎藤邦吉など。

## 著書
- 『情報社会の戦略 ニューメディア時代を創造する政治家の夢と政策』原書房 1985
- 『"危うさ"の中の日本外交 「心の外交」をめざして』小学館 1988

| 議会                   | 議会                                                  | 議会                   |
| ---------------------- | ----------------------------------------------------- | ---------------------- |
| 先代 久野忠治          | 衆議院予算委員長 1983年 - 1984年                      | 次代 天野光晴          |
| 先代 森田重次郎        | 衆議院社会労働委員長 1970年 - 1971年                  | 次代 森山欽司          |
| 公職                   |                                                       |                        |
| 先代 安倍晋太郎        | 外務大臣 第109代：1986年 - 1987年                     | 次代 宇野宗佑          |
| 先代 野田卯一 内田常雄 | 経済企画庁長官 第28代：1976年 - 1977年 第25代：1974年 | 次代 宮澤喜一 福田赳夫 |
| 党職                   |                                                       |                        |
| 先代 金子一平          | 自由民主党税制調査会長 1978年 - 1979年                | 次代 山中貞則          |